# 오타고 유니버시티 AFC
오타고 유니버시티 AFC는 뉴질랜드 더니딘에 있는 세미프로 축구단이다. 남자 1군 팀은 2021 풋볼사우스 프리미어리그에서 3위를 한 후 현재 서던 리그에 참가하고 있다.또한 여자 1군 팀과 2군 팀은 모두 여자 서던 프리미어십에서 참가하고 있다.

## 개요
현재 구단은 뉴질랜드 더니딘에 있는 오타고 대학교와 제휴를 맺고 있으며, 1939년에 설립된 오타고 대학교의 오래된 동아리(Club) 중 하나이다.구단은 대학 캠퍼스 주변에서 홈 경기를 치트며 남자 1군은 뉴질랜드 최고의 녹아웃 토너먼트인 채텀 컵에도 참가한다. 풋볼 사우스의 회원으로서 구단은 ASB 프리미어십의 서던 유나이티드와도 제휴를 맺었다.
구단 스트립은 전통적으로 오타고 지역의 파란색과 대표팀 금색이며 어웨이 스트립은 전통적으로 베이비 블루이다.
또한 구단은 2021년 판에서 구단은 채텀 컵에서 구단 역사상 제일 높은 순위인 8강에 진출하며 구단의 새 기록을 세웠다.